# Chiesa di San Giorgio (Alzano Lombardo)
La chiesa parrocchiale di San Giorgio è un luogo di culto cattolico della frazione Nese di Alzano Lombardo, in provincia di Bergamo, in via Guglielmo Marconi 13.

## Storia
Le prime informazioni circa la presenza di una chiesa nella frazione di Nese, risalgono al 1296 quando fu costruito un piccolo edificio di culto intitolato a sant'Agnese. Documentazione presente negli archivi dal 1360 per il pagamento delle decime imposte sia dal clero dai Visconti di Milano e sia dai papi. Gli atti della visita pastorale del 22 ottobre 1575 di san Carlo Borromeo, la descrivono con un'aula unica composta di due campate divise da un arco a sesto acuto, la copertura lignea e il presbiterio definito da tre lati in muratura mentre uno da una colonna di pietra. Di questa struttura originaria rimangono poche tracce di affresco e muri perimetrali. La visita pastorale del 1658 del cardinale Gregorio Barbarigo la indicava facente parte della pieve di Seriate per essere poi associata a quella di Sorisole nel 1720 e nel 1734 alla vicaria di Alzano. La chiesa comprendeva quelle di San Bernardino nella contrada di Burro e della Santissima Trinità alla Buca
Nel 1655 vi fu un grande ampliamento della chiesa con l'aggiunta di due campate e nel secolo successivo il rifacimento della sagrestia che dagli atti del consiglio del comune di Nese del 24 febbraio 1732 risulta essere in grave deterioramento.
Nel XIX secolo vi furono molti lavori di ristrutturazione. Nel 1817 il rifacimento del piano stradale della frazione obbligò il rifacimento del sagrato ridimensionando quello più ampio precedente. Nel 1846 fu affidato all'architetto Giuseppe Berlendis il progetto per il completo rifacimento che fu terminato solo alla fine del secolo con la rimozione del porticato esterno. Nel medesimo tempo vi fu collocato il nuovo altare maggiore disegnato da Virginio Muzio.
L'intitolazione a san Giorgio con la consacrazione della chiesa avvenne il 17 luglio 1866 dal vescovo Pietro Luigi Speranza.
Negli anni 1931-1932 l'ingegnere Luigi Angelini progettò la nuova facciata, che fu completata nel 1935. Gli anni '80 videro la ristrutturazione e il consolidamento di tutto l'edificio, mentre il portale di bronzo fu collocato nel 1990.

## Descrizione

### Esterno
L'edificio è preceduto da un sagrato di piccole dimensioni, due gradini lo collegano attraverso il portone bronzeo all'interno della chiesa. La facciata è rivestita in pietra e termina con un timpano triangolare portante la scritta San Giorgio Martire, santo a cui è intitolato l'edificio.
Fino al 1851 vi era un porticato affrescato da Antonio Vivarini rimosso su progetto dell'Angelini Le pitture furono strappate e vendute.
L'accesso è in pietra bianca formato da due semicolonne che sorreggono il timpano spezzato triangolare con centrale la scritta dell'anno di edificazione, e che sorregge un'ulteriore apertura sempre definita con due semicolonne portanti un timpano triangolare.
L'altorilievo San Giorgio e il drago, posto nella lunetta sovrastante il portale, e le statue di Sant'Agnese e di San Giovanni Battista, collocate nelle nicchie ai lati del finestrone della facciata, sono opera di Gianni Remuzzi

### Interno

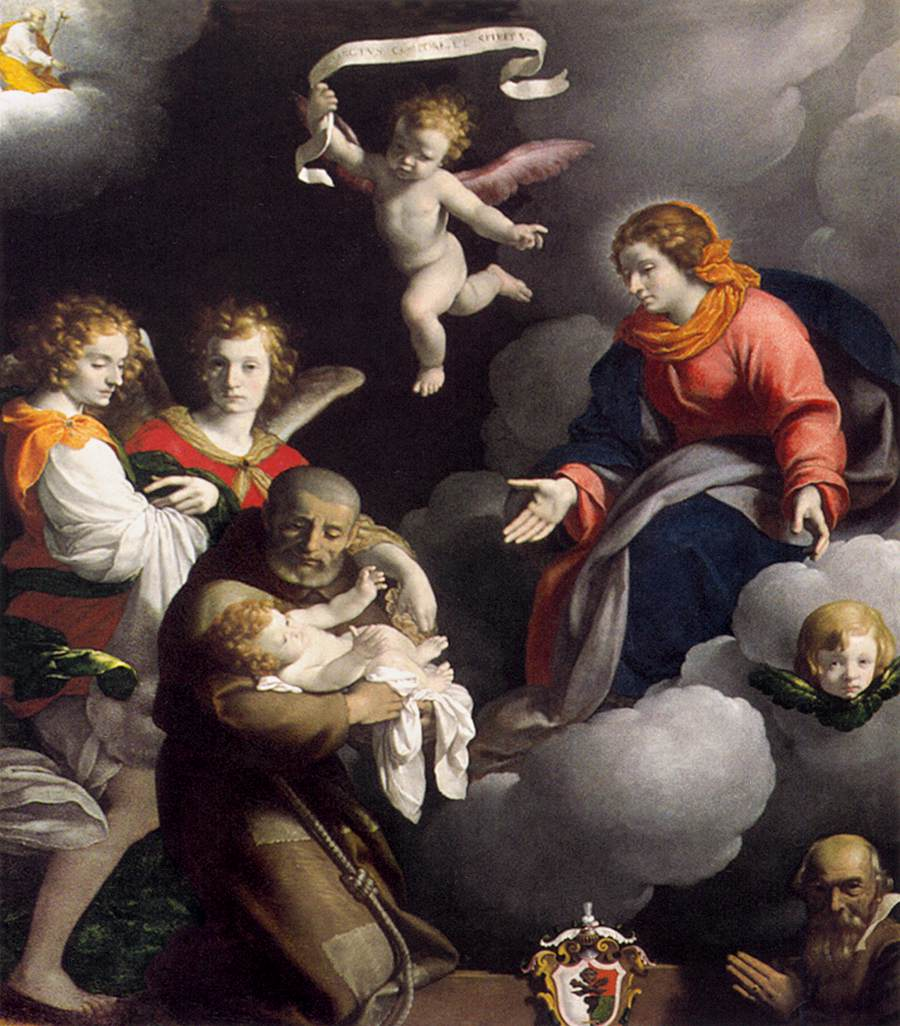
Carlo Ceresa - La visione di San Felice da Cantalice

L'interno si presenta a unica navata coperta da volte a botte e composta da quattro campate divise da semicolonne che sorreggono il cornicione. Le semicolonne, in finto marmo, poggiano su base in pietra naturale e sono terminanti da capitelli corinzii che si collegano al cornicione decorato con mascheroni e motivi floreali tipici neoclassici. 
Numerose sono le opere conservate nell'aula: un dipinto di Palma il Giovane, la Visione di San Felice da Cantalice di Carlo Ceresa con altri dipinti, uno di Gian Paolo Cavagna, il dipinto raffigurante Maria Assunta di Nicola Malinconico, alcune opere di Enea Salmeggia e la tela: Ultima cena di Antonio Cifrondi.